# Ezequiel Meyer
Ezequiel "Eze" Meyer (nacido en Villa Carlos Paz, Córdoba, Argentina) es un guitarrista, cantante, productor musical y docente argentino. Su carrera se centra en los géneros rock y blues. Con más de 25 años de trayectoria, ha desarrollado trabajos como solista y lidera el proyecto tributo LENNYK: Experiencia Lenny Kravitz.

## Biografía
Comenzó sus estudios musicales con clases de piano a los ocho años y, a los once, se volcó a la guitarra.  A los trece años formó sus primeras bandas. Vivió más de cuatro años en Brasil, donde se presentó en bares y playas, antes de regresar a su ciudad natal.

## Carrera artística
En 2012 formó la banda Comodines, que más tarde se transformaría en La Eze Meyer Band, integrada por Gabriel Abregu (bajo), Christian Espina (batería), Franco Falco (saxo) y Alejandro Zárate (teclados).  En 2015 lanzó su primer álbum, Biker Blue Rock, con una propuesta que fusiona blues y rock con composiciones originales.
Ha compartido escenario con artistas como Pappo, Celeste Carballo, Ricardo Tapia, Don Vilanova (Botafogo) y Rubén Juárez, y fue parte de la gira del programa Operación Triunfo entre 2004 y 2005.

## Estilo musical
Su estilo musical fusiona el rock clásico y el blues, con influencias de músicos como Scott Henderson, Pappo y Lenny Kravitz.

## LENNYK – Experiencia Lenny Kravitz
Desde abril de 2021 lidera el proyecto LENNYK: Experiencia Lenny Kravitz, una banda tributo que combina presentaciones en vivo con contenido audiovisual sincronizado, incluyendo videoclips y material documental. El espectáculo incluye un cuerpo de baile y se presenta en salas teatrales y espacios culturales.
En diciembre de 2024, Meyer fue invitado al camarín de Lenny Kravitz tras un show en Santiago de Chile, donde ambos músicos se conocieron.

## Presentaciones destacadas
- Lucero del Alba (mayo de 2018), evento organizado por la Municipalidad de Villa Carlos Paz.
- Shows en Johnny B. Good (mayo de 2017), Villa Carlos Paz.
- Actuaciones en cervecerías y bares locales.
- Homenaje online a Pappo Napolitano (agosto de 2020), en formato streaming.
- Ritmos Argentinos (abril de 2025), evento del Ministerio de Cultura de la Nación Argentina.[3]

## Discografía
- Biker Blue Rock (2015) – Álbum solista

## Videografía
- LENNYK – Tributo a Lenny Kravitz (Reel en vivo grabado en el Teatro Holiday)
- Como un Barrilete – Comodines en vivo (La Paz, Entre Ríos)

## Entrevistas
- Entrevista en 168 Horas Radio Carlos Paz (YouTube)